# Franckviertel
Das Franckviertel ist der flächenmäßig kleinste Stadtteil der oberösterreichischen Landeshauptstadt Linz. Der Stadtteil ist ebenso wie dessen zentrale Franckstraße nach der ehemaligen Kaffeemittelfabrik der Firma Heinrich Franck Söhne benannt.

## Geographie
Der Stadtteil Franckviertel liegt zwischen der Linzer Innenstadt und dem Industriegebiet. Er wird im Osten von der Mühlkreis Autobahn und im Westen von der Westbahn begrenzt. Der statistische Bezirk Franckviertel wurde 2014 im Norden etwas verkleinert und endet nun bei der Goethestraße und der Prinz-Eugen-Straße.
Der Franckviertel ist Teil der Katastralgemeinde Lustenau (KG 45204).

## Geschichte
Das Franckviertel ist durch zahlreiche Wohnanlagen, die großteils in der Zwischenkriegszeit für die Arbeiter der Linzer Industriegebiete errichtet wurden, gekennzeichnet. Den Beinamen „Glasscherbenviertel“ erhielt dieser Stadtteil aufgrund einer Glasfabrik, die sich in der Garnisonstraße befand und vielen Bewohnern des Viertels Arbeit bot. Sie musste der Bundesheerkaserne weichen.
Im Jahr 2014 wurde der statistische Bezirk Franckviertel zugunsten des Bezirks Kaplanhof verkleinert, wodurch seine Fläche von 1,51 auf 1,21 Quadratkilometer sank.

## Gebäude
- Design Center Linz
- Don-Bosco-Kirche
- Artilleriekaserne

## Wirtschaft
- Sprecher Automation